# Premi Internacional Ramon Llull
El Premi Internacional Ramon Llull va ser instituït l'any 1986 per reconèixer l'obra de persones o entitats catalanòfiles d'arreu del món o persones que hagin destacat en la defensa de les cultures sense Estat. Més en concret, el premi té per objecte reconèixer:
- El conjunt d'una obra individual d'una persona estrangera, escrita en qualsevol llengua, i que hagi significat un notable coneixement de la realitat històrica i cultural catalana.
- Una institució estrangera que s'hagi dedicat a la promoció de la llengua i cultura catalanes en el seu país.
- La dedicació constant d'un traductor d'obres catalanes a qualsevol llengua.
- L'aportació teòrica o pràctica d'una persona de qualsevol país que hagi significat una important contribució al coneixement, reconeixement, promoció o defensa d'una o més cultures i nacions sense estat.

Convocat fins a l'any 1997 conjuntament per la Fundació Congrés de Cultura Catalana i l'Institut d'Estudis Catalans, i a partir del 2004, conjuntament amb la Fundació Ramon Llull.

## Guardonats
Els guardonats han estat els següents:
- I (1986) Anglo-Catalan Society
- II (1987) Pierre Vilar
- III (1988) Robert Ignatius Burns
- IV (1989) Joseph Gulsoy
- V (1990) Per Denez
- VI (1991) Bob de Nijs
- VII (1992) Deutsch-Katalanische Gesellschaft
- VIII (1993) Kálmán Faluba
- IX (1994) Vytautas Landsbergis
- X (1995) Arthur Terry
- XI (1997) North American Catalan Society
- XII (1999) Marie Claire Zimmermann
- XIII (2001) Jocelyn Nigel Hillgarth
- XIV (2004) Giuseppe Tavani
- XV (2005) Paul Preston
- XVI (2006) Tilbert Dídac Stegmann
- XVII (2007) Alan Yates
- XVIII (2008) Michael van Walt van Praag
- XIX (2009) Denise Boyer
- XX (2010) Malika Ahmed
- XXI (2011) Associazione Italiana di Studi Catalani
- XXII (2012) Georg Kremnitz[1]
- XXIII (2013) Max Wheeler[2]
- XXIV (2014) Juan Carlos Moreno Cabrera[3]
- XXV (2015) Philip D. Rasico[4]
- XXVI (2016) Kathryn Woolard[5]
- XXVII (2017) Jon Landáburu Illarramendi, especialista en les llengües ameríndies.[6]
- XXVIII (2018) Artur Guerra, traductor del segon volum de Tirant Lo Blanc al portuguès.
- XXIX (2019) Ko Tazawa
- XXX (2021) Joseph Lo Bianco[7]
- XXXI (2022) Mary Ann Newman